# Marine Allione
Marine Allione (7 april 2001) is een Frans wielrenster.

## Carrière
Na een stageperiode tekende Allione voor het seizoen 2022 een contract bij Stade Rochelais Charente-Maritime. Ze werd dat jaar onder meer tweede in het nationale kampioenschap tijdrijden voor beloften en zesde in La Périgord. In haar tweede seizoen bij de ploeg nam ze deel aan Parijs-Roubaix, waar ze buiten de tijdslimiet over de finish kwam. In 2025 maakte Allione haar debuut in de Ronde van Frankrijk, waar ze na negen etappes op plek 102 in het klassement eindigde.

## Resultaten in voornaamste wedstrijden
| Jaar | Ronde van Italië | Ronde van Frankrijk | Ronde van Spanje |
| ---- | ---------------- | ------------------- | ---------------- |
| 2023 |                  |                     |                  |
| 2024 |                  |                     | 53e              |
| 2025 |                  | 102e                |                  |

| Jaar | Parijs-Roubaix | Amstel Gold Race | Luik-Bast.‑Luik |
| ---- | -------------- | ---------------- | --------------- |
| 2023 | buit.tijd      |                  |                 |
| 2024 |                |                  |                 |
| 2025 |                | opgave           | 75e             |

## Ploegen
- 2021 –  Stade Rochelais Charente-Maritime Women Cycling (stagiaire vanaf 1 augustus)
- 2022 –  Stade Rochelais Charente-Maritime
- 2023 –  Stade Rochelais Charente-Maritime
- 2024 –  Winspace
- 2025 –  Winspace Orange Seal